# David Stout
Pour les articles homonymes, voir Stout (homonymie).
David Stout, né le 13 mai 1942 à Érié, en Pennsylvanie, aux États-Unis et mort le 11 février 2020, est un journaliste américain et un écrivain, auteur de roman policier.

## Biographie
En 1964, il obtient un baccalauréat en anglais de l'université Notre-Dame-du-Lac et en 1970 une maîtrise en littérature anglaise du Buffalo State College (en). Il devient ensuite journaliste et travaille pour le Erie Times-News (en), puis pour The Buffalo News, The Record of Hackensack et, à partir de 1982 il est engagé au New York Times.
En 1988, il remporte le prix Edgar-Allan-Poe du meilleur premier roman grâce à la publication de son premier roman, Carolina Skeletons.

## Œuvre

### Romans
- Carolina Skeletons (1988)
- Hell Gate (1990)
- Night of the Ice Storm (1991)
- The Dog Hermit (1993), aussi paru sous le titre A Child Is Missing

### Autres ouvrages
- Night of the Devil (2003)
- The Boy in the Box: The Unsolved Case of America's Unknown Child (2008)

## Prix et distinctions

### Prix
- Prix Edgar-Allan-Poe 1989 du meilleur premier roman pour Carolina Skeletons[3]

### Nomination
- Prix Anthony 1989 du meilleur premier roman pour Carolina Skeletons[4]

## Adaptations

### À la télévision
- 1991: Un coupable idéal (Carolina Skeletons), téléfilm américain réalisé par John Erman, adaptation de Carolina Skeletons
- 1995: A Child Is Missing, téléfilm américain réalisé par John Power, adaptation de The Dog Hermit